# کاسما شیوا هاگن
کاسما شیوا هاگن (زاده ۱۷ می ۱۹۸۱ لس آنجلس، کالیفرنیا) یک بازیگر آلمانی و دختر نینا هاگن خواننده موسیقی موج نو/پانک و نوازنده فردینالد کارملک است. ایو-ماریا هاگن مادربزرگ وی نیز یک بازیگر است، ولف بیرمن پدربزرگ وی نیز یک نویسنده مخالف آلمان شرقی (سابق) است. مادربزرگ وی در دهه ۱۹۷۰ میلادی به آلمان غربی مهاجرت کرد. کاسما شیوا نام غیرمعمولی است که توسط مادرش برای وی انتخاب گردید که مدعی بود در دوران بارداری وی یک بشقاب پرنده را دیده است. در نام او "کاسما" به کیهان اشاره دارد و "شیوا" نیز به الهه هندو شیوا اشاره می‌کند.
کاسما شیوا در خارج کشورهای آلمانی زبان تا حد زیادی ناشناس باقی‌مانده است. اگر چه او به زبان انگلیسی هم صحبت می‌نماید، اما نقش‌های که وی بازی کرده تا حد زیادی به فیلم‌ها و تولیدات تلویزیونی آلمانی زبان محدود مانده است. او همچنین در یک فیلم ایرلندی (به نام (Short Order (2005) به نویسندگی و کارگردانی آنتونی بایرن به ایفای نقش پرداخته است.
وی که متولد لوس آنجلس در کالیفرنیا است به زبان‌های انگلیسی، آلمانی، فرانسوی و اسپانیایی صحبت می‌کند. کاسما شیوا، در دوران کودکی خود در شهرهایی چون لندن، برلین، پاریس، ایبیزا و یک مدرسه شبانه‌روزی در لونبورگ زندگی کرده است و در حال حاضر در هامبورگ سکونت دارد.
وی در سال ۲۰۰۹ شروع به همکاری با یک لیبل آلمانی کرد و تی‌شرت خود را که به صورت آنلاین به‌فروش می‌رسد را طراحی نمود.